# 波焦布斯托内
波焦布斯托内（義大利語：Poggio Bustone），是意大利列蒂省的一个市镇。总面积22.33平方公里，人口2184人，人口密度97.8人/平方公里（2009年）。ISTAT代码为057051。